# Allt om rymden
Allt om rymden var en populärvetenskap tidskrift om rymden och astronomi. 
Tidningen gjordes på licens från förlaget Imagine Publishing i Storbritannien. Den var en svensk anpassning av den brittiska All About Space som gavs ut av Egmont förlag och utkom för första gången 2013. Redaktörer för tidningen var Karin Starkman Ahlstedt, som efterträddes av Björn Bergman. Tidningen lades ner i oktober 2014.

## Redaktörer
- Karin Starkman-Ahlstedt (2013-2014)
- Björn Bergman (2014)